# Henschenbach
Der Henschenbach ist ein etwas über drei Kilometer langer Bach des Südschwarzwaldes in Baden-Württemberg, der in Zell im Wiesental im Landkreis Lörrach von rechts und Nordwesten in die Wiese mündet.

## Name
In verschiedenen Karten findet man für den obersten Verlauf des Henschenbachs auch die Bezeichnung Fischbach, der aber nicht mit dem Fischbach zu verwechseln ist, der unterhalb der Ruine Henschenberg in den Henschenbach mündet.

## Geographie

### Verlauf

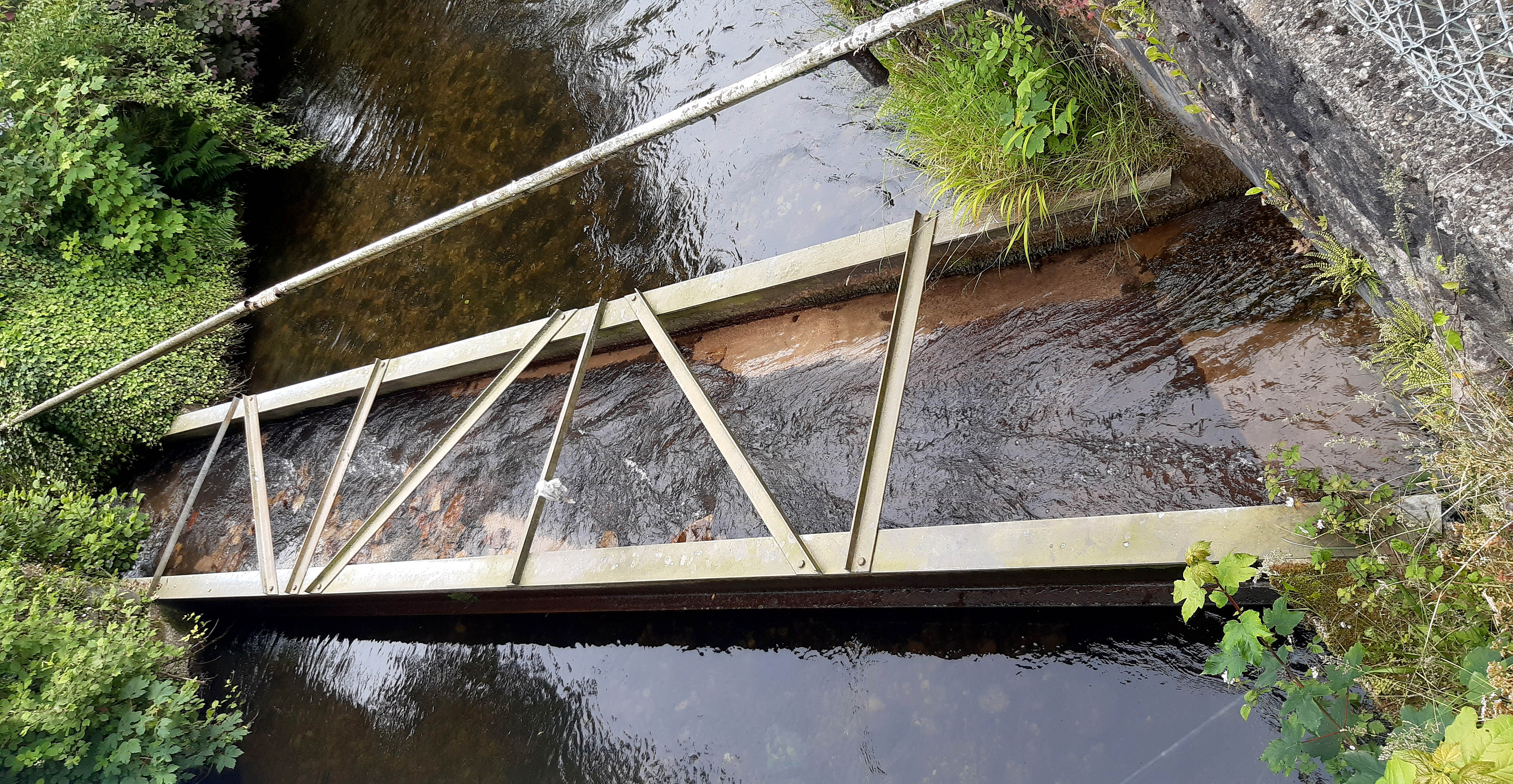
Die Überleitung des Henschenbachs über den Gewerbekanal 232-5932

Der Henschenbach entspringt oberhalb von Gresgen am Rande des Walddistrikts Hege Brach und verläuft in Südostrichtung hinab ins Wiesental. Zwischen den Gewannen Rohracker und Röthen unterquert er östlich von Gresgen die L 140, die Tegernau mit Zell verbindet. Unterhalb der Ruine Henschenberg mündet der nahe bei Adelsberg entstehende, etwa 1,8 km lange Fischbach von links nach südsüdöstlichem Lauf in den Henschenbach. Auf Höhe der Zeller Bebauung im Stadtteil Paradies ist der Henschenbach weitgehend eingedolt und unterquert so das Betriebsgebäude der Mahle GmbH sowie das Gleisbett der Wiesentalbahn. Kurz vor der Mündung wird er in einer Stahlrinne über einen Gewerbekanal (GKZ 232-5932) hinweg geführt.

### Einzugsgebiet
Das naturräumlich zum Südschwarzwald gehörende Einzugsgebiet ist etwa 1,6 km² groß und liegt vollständig im Stadtgebiet von Zell im Wiesental. Die höchsten Punkte des Einzugsgebiets liegen auf dem Frommensried auf 939,1 m ü. NHN im Teileinzugsgebiet des Fischbachs und am Stalden auf 867,1 m ü. NHN in dem des Henschenbach-Oberlaufs.
Reihum grenzen die Einzugsgebiete der folgenden Nachbargewässer an:
- Der Abfluss jenseits der nördlichen Wasserscheide gelangt über das Schwöbenenbächle bzw. den Buckigraben über die Kleine Wiese in die Wiese;
- im Nordosten fließt der Himmelsbach mit seinem Oberlauf Ochsenmattbach unmittelbar oberhalb ebenfalls etwa südostwärts zur Wiese;
- im Süden konkurriert der Teschgraben, der unmittelbar nach dem Henschenbach in die Wiese mündet.

### Zuflüsse
Liste der Zuflüsse von der Quelle zur Mündung (abgefragt oder abgemessen auf der amtlichen Gewässerkarte):
- (Namenloser Hangwaldfluss), von rechts und Westen, Länge ca. 250 m, mündet auf etwa 666 m ü. NHN, entspringt auf etwa 703 m ü. NHN am Nordwesthang des Hörnles;
- (Namenloser Hangwaldfluss), von rechts und Westen, Länge ca. 580 m, mündet auf etwa 500 m ü. NHN, entspringt auf etwa 624 m ü. NHN am Osthang des Hörnles;
- Fischbach, DGKZ: 2325922, von links und Norden, Länge ca. 1,8 km, mündet auf etwa 470 m ü. NHN unterhalb der Ruine Henschenberg, entspringt auf etwa 692 m ü. NHN oberhalb und nordwestlich von Adelsberg; in diesen mündet:
  - (Namenloser Hangwaldzufluss), von links und Nordosten, Länge ca. 100 m, mündet auf etwa 540 m ü. NHN, entspringt auf etwa 581 m ü. NHN am Westhang des Schänzles.

### Flusssystem Wiese
- Fließgewässer im Flusssystem Wiese